# Ivan Kozák
Ivan Kozák (Považská Bystrica, 18 giugno 1970) è un ex calciatore slovacco, di ruolo difensore.